# Moretto da Brescia

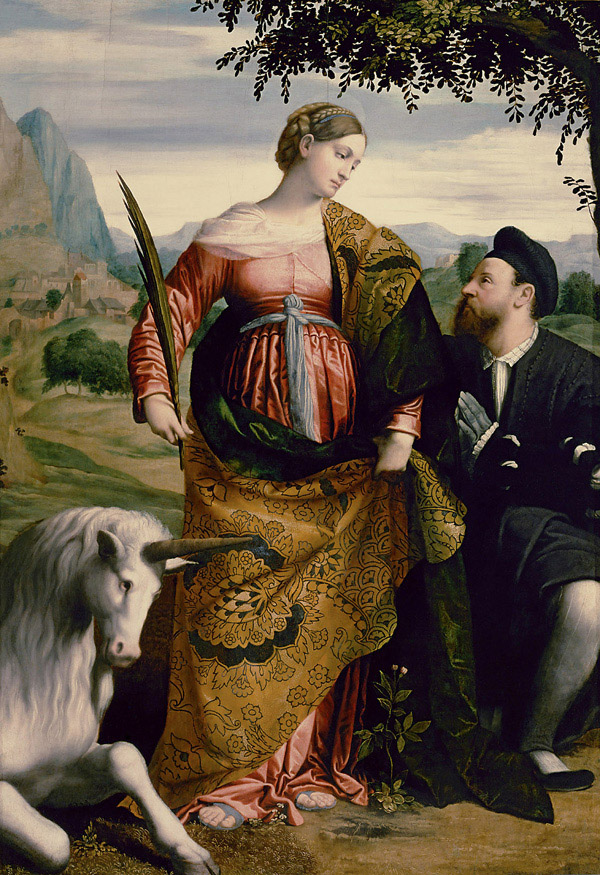
Santa Justina adorada pelo doador

Alessandro Bonvicino (também Buonvicino; meados de 1498 - por volta do dia 22 de dezembro de 1554), mais conhecido como Il Moretto da Brescia, foi um pintor italiano do Renascimento, ativo na Bréscia e em Veneza.
Nasceu em Rovato, na Bréscia, e estudou com Fioravante Ferramola. Outras fontes citam seu treinamento com Vincenzo Foppa. Seus irmãos, Pietro e Jacopo, também eram pintores. A Enciclopédia Britânica afirma que estudou também com Ticiano, em Veneza. Seu estilo também lembra artistas como Giorgione, Bramantino e Bellini. Também trabalhou com Girolamo Savoldo. Em 1521, trabalhou com Girolamo Romanino, na Cappella del Sacramento, na antiga catedral da Bréscia, onde Moretto finalizou uma Última Ceia. Trabalhou de 1522 a 1524, em Pádua.
Pintou com Lorenzo Lotto na Santa Maria Maggiore, na Bréscia. Também colaborou com Floriano Ferramola na decoração da cúpula da catedral da Bréscia.
Foi professor do retratista Giambattista Moroni e influenciou a obra de Callisto Piazza.